# Wikinger (Schiff, 1988)
Die Wikinger ist ein 1988 gebautes Binnenfahrgastschiff, das die Frankfurter Primus-Linie für Ausflugsfahrten auf Main, Rhein und Neckar einsetzt.

## Geschichte

### Einsatz bei der Wikinger-Linie (1988–1998)
Für die damalige Frankfurter Wikinger-Linie von Adolf-Ulfried Nauheimer baute die Lux-Werft in Mondorf 1988 wahrscheinlich unter der Baunummer 106 das Fahrgastschiff Wikinger. Auf dem Main war dies bereits das dritte Fahrgastschiff mit diesem Namen: die erste Wikinger war ein 1959 gebautes Schiff seines Vaters Adolf Nauheimer, das dieser bis zu seinem Tod 1981 fuhr, sowie die 1976 gebaute Wikinger II, mit der Adolf-Ulfried Nauheimer 1976 seinen eigenen Schifffahrtsbetrieb gegründet hatte.
Zum Einsatz kam das neue Schiff im Linienverkehr von Frankfurt zum Rhein bis nach Rüdesheim und auf dem Main bis nach Aschaffenburg. Dazu kamen Charter- und Ausflugsfahrten – auf dem Rhein bis Koblenz, auf dem Main bis Miltenberg und auf dem Neckar bis Heidelberg.
Da Adolf-Ulfrid Nauheimer keinen Nachfolger hatte, verkaufte er im Juli 1998 aus Altersgründen die Wikinger-Linie an seinen Großcousin Anton Nauheimer – dem Reeder der Primus-Linie. Zusammen mit der Reederei übernahm die Primus-Linie neben der Wappen von Frankfurt auch die Wikinger.

### Einsatz bei der Primus-Linie (seit 1998)
Nach Übernahme durch die Primus-Linie wurde das Schiff mehrmals modernisiert und umgebaut: Zunächst wurde das Schiff 1995/96 modernisiert und erhielt dabei einen neuen Innenausbau. 2014 wurde das Schiff um 4,00 Meter auf 37,00 Meter verlängert.
Auch bei der Primus-Linie blieb der Einsatz des Schiffes wie zuvor bei der Wikinger-Linie gleich: Je nach Wetter und Passagieraufkommen nutzt die Reederei das Schiff für kleine und große Rundfahrten in Frankfurt, für Linienfahrten und Tagesausflüge auf Rhein, Main und Neckar. Die Wikinger ist das kleinste Schiff der Reederei und wird deswegen insbesondere als „Partyschiff“ vermarktet. So fahren auch schon einmal Frankfurter Fußballfans zum Regionalderby mit dem Schiff nach Mainz und wieder zurück.

## Das Schiff
Das Schiff war zum Zeitpunkt der Ablieferung 33,00 Meter lang und 7,20 Meter breit. Der Tiefgang beträgt 1,00 Meter. Angetrieben wird die Wikinger von zwei Deutz-Dieselmotoren mit jeweils 240 PS, die auf zwei Schottel-Ruderpropeller wirken. Das Schiff ist für 250 Fahrgäste zugelassen.